# Enjo kōsai
Enjo kōsai (jap. 援助交際, pl. dosł. Płatne randki) – praktyka w Japonii, gdzie mężczyźni (także starsi) płacą kobietom w różnym wieku, od nastolatek czy licealistek zwanych inaczej „JK Business” do gospodyń domowych, za ich towarzystwo na randkach lub rzadziej usługi seksualne, z czego te ostatnie ma formę nielegalną. Praktyka ta pod inną nazwą występuje też czasami w innych krajach.

## Definicja
Najczęstszym skojarzeniem terminu enjo kōsai w Japonii jest forma prostytucji dziecięcej, w której uczestniczące dziewczęta sprzedają swoje ciała w zamian za markowe towary lub pieniądze. Niektóre organizacje i publicyści twierdzą jednak, że enjo kōsai różni się od prostytucji i może obejmować po prostu wspólne spędzanie czasu za wynagrodzenie. Niektóre ośrodki dla kobiet w Japonii, uwzględniają „wymianę towarzystwa lub czasu dziewczyny” jako część składową i nalegają, aby te zajęcia definiowały enjo kōsai. Antropolog Laura Miller w swoich badaniach twierdzi, że większość randek enjo kōsai polega na tym, że grupy dziewczyn idą z grupą starszych mężczyzn do baru karaoke na kilka godzin i otrzymują zapłatę za swój czas.
Co więcej, w badaniu przeprowadzonym w 1998 roku przez Asian Women's Fund, analitycy stwierdzili, że mniej niż 10 procent wszystkich licealistek angażuje się w enjo kōsai, a ponad 90 procent badanych dziewcząt przyznało, że czuje się niekomfortowo z wymianą lub zakupem usług seksualnych za pieniądze.
26 października 2015 roku Specjalna Sprawozdawczyni Rady Praw Człowieka ONZ ds. handlu dziećmi, dziecięcej prostytucji i pornografii ogłosiła, że 30% japońskich nieletnich jest zaangażowanych w enjo kōsai. 2 listopada skorygowała te szacunki do 13%, powołując się na błąd w tłumaczeniu. W odpowiedzi Ministerstwo Spraw Zagranicznych Japonii nalegało na ujawnienie źródła i podstawy liczby 13% wzywając Sprawozdawczynię do wycofania swojego oświadczenia, argumentując, że niedopuszczalne jest przytaczanie niepotwierdzonych danych liczbowych w celu podkreślenia pilnej sprawy, którą Specjalna Sprawozdawczyni musi się zająć lub cytowanie nierzetelnych informacji na konferencji prasowej i w raporcie, których źródło nie może ujawnić. Specjalna Sprawozdawczyni ONZ napisała w końcu do rządu japońskiego, aby poinformować, że nie będzie już używać liczby 13% i nie wspomni o niej w swoim raporcie dla Rady Praw Człowieka ONZ, ponieważ doszła do wniosku, że nie ma żadnych oficjalnych lub najnowszych danych na poparcie tej liczby i że wszelkie odniesienia do tych danych są mylące.

## Postrzeganie w społeczeństwie japońskim
Sondaż z 1997 roku w programie japońskiej telewizji TV Asahi – Asa Made Nama Terebi wykazał, że 70% respondentów sprzeciwiało się enjo kōsai jeśli obejmowało interakcje seksualne, podczas gdy 30% akceptowało je. Enjo kōsai zazwyczaj postrzega się ją jako przedłużenie rosnącego skupienia Japonii na materializmie, co w dużej mierze zdaniem krytyków jest przyczyną płatnych randek. Krytycy martwią się, że dziewczynki zaangażowane w enjo kōsai wyrosną na nieodpowiednie żony i matki. Takie postrzeganie wynika z podejrzeń, że gdy te dziewczęta będą dorosłe, szybko porzucą lojalność i zobowiązania wobec rodziny w zamian za oferty pieniężne i korzyści materialne. Kontrola nad swoim ciałem i środki na utrzymanie to dla tych dziewczyn nowy rodzaj niezależności. W myśl japońskiego społeczeństwa japonki mają być rozsądne, skromne, opiekuńcze i pełne szacunku, a jednak dziewczęta uczestniczące w enjo kōsai wyraźnie odrzucają takie cnoty kobiecej powściągliwości i skromności. Feministki takie jak Chizuko Ueno zwracają uwagę, że przypadkowy dostęp dziewcząt do tego rynku randkowego nie jest kwestią etyki, ale prawdopodobieństwa. Prędzej czy później te dziewczęta i młode kobiety, pragnąc niezależności finansowej, wykorzystałyby ten rynek dla własnego umocnienia. Ueno zwraca jednak uwagę, że choć angażowanie się w enjo kōsai może na krótką metę wydawać się korzystne dla młodych kobiet, to wzmacnia również patriarchalne struktury władzy, pozostawiając przekonanie, że ciało kobiety istnieją po to, by służyć męskim pragnieniom.

## Obraz w mediach
W Japonii media mają tendencję do przedstawiania enjo kōsai w raczej negatywnym świetle, jeśli dotyczą wersji z prostytutką, bądź spotkań z osobami podejrzanym, w standardowej, powszechnej odmianie pokazywane są jednak pozytywnie, naturalnie bądź parodystycznie. Typowy scenariusz dotyczy dziewczyny, która desperacko potrzebuje pieniędzy, więc postanawia wziąć udział w płatnych randkach. Przestaje dopiero wtedy, gdy przyjaciel lub jakaś osoba interweniuje i informuje ją o potencjalnych zagrożeniach i konsekwencjach jej zachowania. Poniżej wymieniono kilka przykładów z filmów, seriali telewizyjnych, anime, mang i teledysków.
Film Masato Harady z 1997 roku Baunsu Ko Gaurusu opowiada historię japońskiej uczennicy z Tokio, która zostaje przekonana do wypróbowania enjo kōsai jako sposobu na szybkie zdobycie pieniędzy po tym, jak zostaje okradziona. Harada używa fabuły jako metafory i krytyki japońskiego konsumpcjonizmu, w którym wszystko, łącznie z ludźmi, staje się produktem.
W filmie Hideakiego Anno Love & Pop z 1998 roku główna bohaterka, 16-letnia licealistka o imieniu Hiromi, chodzi na płatne randki, aby kupić pierścionek, który jej się podoba. Jej rodzice nie zwracają na nią zbytniej uwagi, a Hiromi często spotyka się z trzema najbliższymi przyjaciółmi, które praktykują enjo kōsai. Hiromi podąża za swoimi przyjaciółmi i zaczyna robić to samo. W całym filmie spotykają się z różnymi typami mężczyzn i towarzyszą im w różnych czynnościach. Jednak pewna randka pokazuje jej, dlaczego nie powinna tego robić.
W japońskim serialu GTO (Great Teacher Onizuka), uczennica Miyabi, z nudów i braku nadzoru rodziców, naciska na swoje przyjaciółki, Chikako i Erikę, aby poszły na płatne randki ze starszymi mężczyznami i gdy ci biorą prysznic okradać ich. Właśnie na jednej z takich randek Chikako spotyka swojego nauczyciela Onizukę. Chikako nalega, aby ten wziął prysznic. Jednak nauczyciel zdaje sobie sprawę z pułapki i powstrzymuje próbę ucieczki dziewczyny, tłumacząc jej, dlaczego jej pierwsze doświadczenie seksualne powinno wypływać z miłości, a nie z pieniędzy.
Rozmowa na temat kontrowersji związanych z enjo kōsai znalazły nawet swoje miejsce w seriach skierowanych do dziewcząt (shōjo) w wieku od 11 do 14 lat w postaci bardzo popularnego serialu anime Super Gals! z 2001 roku. W pierwszym odcinku serii studentka Aya chodzi na płatne randki, ponieważ chce mieć pieniądze i zabawę jak inne dziewczyny, ale także dlatego, że jej surowi rodzice i harmonogram nie pozwalają jej na podjęcie pracy.
W anime Initial D z 1998 roku licealistka Natsuki Mogi interesuje się enjo kōsai, spotykając się z bogatym starszym mężczyzną, który w zamian obdarowuje ją prezentami.
W serialu anime My-HiME uważa się, że dziewczyna o imieniu Nao zajmuje się enjo kōsai. Używa do tego swojego komputera, umawiając się na randki przez internet, pod imieniem Juliet. Później wyjaśniono, że Nao robi to z zemsty na mężczyznach, a zwłaszcza złodziejach, ponieważ zabili jej ojca i poważnie zranili matkę, która leży w śpiączce.
Drugi singel japońskiej grupy idoli AKB48, Seifuku ga jama o suru (jap. 制服が邪魔をする) z 2006 zwrócił uwagę opinii publicznej swoim kontrowersyjnym teledyskiem, który jest dosłowną wizualizacją nawiązującą nieco do tematu enjo kōsai. Nawet reklama singla w telewizji brzmiała „Otousan, gomennasai” (jap. お父さん、ごめんなさい) co oznacza „Przepraszam, tato”, te słowa zostały wygłoszone przez Atsuko Maedę, która odegrała kluczową rolę w teledysku.
Seria anime Dziewczyna do wynajęcia z 2020 roku, po raz pierwszy wydana jako manga w 2017 roku, odwraca obraz enjo kōsai, koncentrując się na głównym męskim bohaterze, Kazuyi Kinoshicie, który wynajmuje dziewczynę po tym, jak został rzucony przez byłą. Zasady agencji zabraniają jej jednak na kontakty seksualne podczas randki.

## Społeczność
Większa część japońskiego społeczności nie krytykuje tego typu zachowań, chyba że doprowadzają one ostatecznie do prostytucji. Nie powstrzymało to nauczycieli, mnichów, urzędników państwowych, dyrektorów firm i innych osób o wysokim statusie społecznym od aresztowania za zaangażowanie w seks z nieletnimi.

## Rozporządzenie rządowe ws. seksualnej gałęzi
Prostytucja jest w Japonii nielegalna od 1958 roku, ale karane były tylko prostytutki i sutenerzy, a klienci unikali jakiejkolwiek kary ze strony prawa. W latach czterdziestych wprowadzono ustawę o ochronie dzieci przed „lubieżnym zachowaniem”. Wielu krytykowało to prawo jako zbyt niejasne, by chronić japońskie dzieci przed wykorzystywaniem seksualnym i twierdziło, że nie wystarcza, by powstrzymać dziewczęta od rynków usług seksualnych.
W latach 90. wykorzystywanie pośrednie enjo kōsai do ukrytej prostytucji, jak również inne formy wykorzystywania dzieci, zyskały w Japonii ogólnokrajową uwagę, co doprowadziło do wzrostu świadomości międzynarodowej. Z powodu nacisku ze strony zewnętrznych organizacji pozarządowych i innych krajów uprzemysłowionych, rząd Tokio zaktualizował swoje prawa dotyczące wykorzystywania dzieci. W 1999 roku uchwalono ustawę o karaniu czynów związanych z dziecięcą prostytucją i pornografią oraz o ochronie dzieci, która zakazywała dorosłym płacenia osobie poniżej 18 roku życia za czyny o charakterze nieprzyzwoitym.
Aby zwalczać wykorzystywanie enjo kōsai do celów seksualnych i inne formy niewłaściwego zachowania nieletnich, wiele prefektur wprowadziło program hodō (jap. 補導), słowo to oznacza „prowadzenie”, „opieka”. Ubrani po cywilnemu policjanci i wolontariusze zwani Hodōin podchodzą do młodzieży, która wydaje się uczestniczyć w przestępczości nieletnich (przebywanie poza domem po 23:00, palenie papierosów, picie alkoholu itp.). Jeśli policja uzna to za konieczne, nastolatki są zabierane do ośrodka dla nieletnich lub na posterunek policji w celu „formalnej porady” i wpisywane do poufnego rejestru policyjnego. 
Ponieważ takie wykorzystywanie enjo kōsai jest postrzegane jako problem moralny dotyczący japońskiej młodzieży, dba się o to, aby nie izolować dziewcząt, ale zamiast tego udzielać im pomocy i porad, aby odwieść je od praktyki enjo kōsai.